# Erich Campe
Erich Campe (n. 1 februarie 1912, Heinersdorf⁠(d), Regatul Prusiei, Imperiul German – d. 5 mai 1977) a fost un boxer ce a reprezentat Germania, medaliat olimpic. A participat la o ediție a Jocurilor Olimpice (1932) în care a câștigat o medalie de argint.

## Participări
Lista de mai jos prezintă principalele competiții la care a participat Erich Campe de-a lungul carierei.
- boxing at the 1932 Summer Olympics – welterweight[*]